# داگوما

داگوما شهری در شهرستان توئسه در استان بازگا در بورکینافاسوی مرکزی است و جمعیت آن ۱۲۲۲ نفر است.